# Voerbelangen

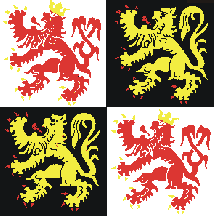
Vlag van Voeren (ratio 1:1)

Voerbelangen is een lokale partij in Voeren, de Limburgse gemeente bekend om communautaire problemen. Sinds 2018 heeft de partij 10 zetels in de gemeenteraad en tot 1 januari 2020 leverde zij de burgemeester Huub Broers, nadien werd dat Joris Gaens. Hij komt eveneens op bij Voerbelangen.

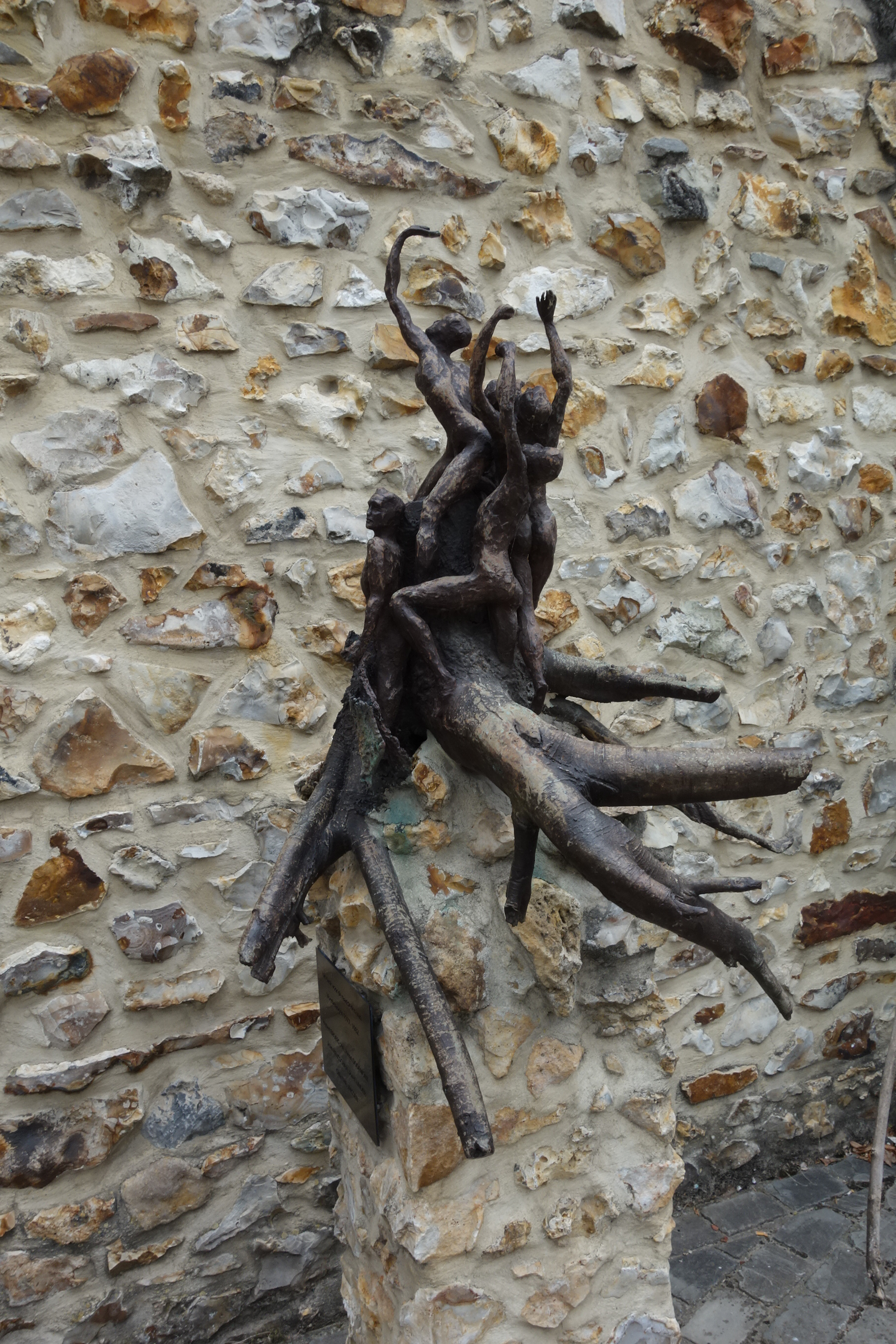
Bronzen beeld door François Joré uit 2011.

## Verkiezingen
Bij de gemeenteraadsverkiezingen in 2012 behaalde de partij 10 zetels. De andere 5 zetels kwamen toe aan Retour @ Libertés. Ook in 2018 behaalde de partij 10 zetels. Broers bleef burgemeester, maar nam ontslag op 1 januari 2020.
| Verkiezingsjaar | Voerbelangen % | Zetels | RAL %  | Zetels |
| --------------- | -------------- | ------ | ------ | ------ |
| 1976            | 36,29%         | 6      | 61,78% | 11     |
| 1982            | 36,37%         | 5      | 61,17% | 10     |
| 1988            | 39,07%         | 6      | 58,08% | 9      |
| 1994            | 42,96%         | 7      | 53,20% | 8      |
| 2000            | 51,25%         | 8      | 45,78% | 7      |
| 2006            | 59,52%         | 9      | 38,44% | 6      |
| 2012            | 63,02%         | 10     | 36,98% | 5      |
| 2018            | 63,10%         | 10     | 36,90% | 5      |

## Korte geschiedenis
De omslag voor een Vlaamse meerderheid kwam gedeeltelijk voort uit het actief kiesrecht voor de vele Nederlanders die zich kort over de grens gingen vestigen en bij verkiezingen van 2000 er massaal voor zorgden dat de Neo-(Nederlandssprekende)-Voerenaren met 51% de meerderheid gingen vormen, een demografische omslag, en uit het feit dat het voornamelijk Franstalige Voerenaars waren die hun eigendommen verkochten aan die nieuwe bewoners. Toch mag ook niet vergeten worden dat er in 1900 - dus 100 jaar eerder - al 602 inwoners van Nederlandse nationaliteit in Voeren woonden. Zij hadden echter nooit stemrecht, ook al werkten ze mee in het socio-culturele leven. Een deel van hen behoren bovendien tot de aanhang van het francofone Retour. 
Een half jaar na de verkiezingen wordt de lijsttrekker van Voerbelangen, Huub Broers, de eerste Vlaamsgezinde burgemeester van Voeren. Leden van de partij Retour à Liège wilden de verkiezingen ongeldig laten verklaren omdat de Vlaamse vereniging Marnixring de verkiezingen zou hebben willen beïnvloeden door het uitdelen van cadeautjes aan Nederlanders, waaronder een gratis abonnement op het dagblad Het Belang van Limburg. De bezwaren werden echter verworpen.

## Ontstaan van Voerbelangen
Voerbelangen werd in 1977 opgericht als eerste Vlaamse politieke partij in Voeren. De eerste 5 gemeenteraadsleden van de partij zijn: Gilla Theunissen († 2019), Hubert Broers (senior) (†1999), Jozeph (Seppi) Linder (†), Jean Heusschen (†) en Henri Dodemont (†). In 2011 werd er een bronzen monument voor hen onthuld, in aanwezigheid van Vlaams parlementsvoorzitter Jan Peumans en burgemeester Huub Broers (junior). Dit beeld staat voor het VVV-kantoor van Voeren.